# دامیون جیمز
دامیون جیمز (انگلیسی: Damion James؛ زادهٔ ۷ اکتبر ۱۹۸۷) بازیکن بسکتبال اهل ایالات متحده آمریکا است.

## حرفه
از باشگاه‌هایی که در آن بازی کرده‌است می‌توان به سن آنتونیو اسپرز و بروکلین نتس اشاره کرد.